# Ajencja
Ajencja – prowadzenie działalności na zasadzie dzierżawy od określonego przedsiębiorcy, często na dostawę dla niego towarów zbieranych w terenie. W przeciwieństwie do franczyzy, ajencja nie wymaga własnego wkładu.